# Хижняков, Вячеслав Фадеевич
Вячеслав Фадеевич Хижняко́в (род. 6 февраля 1952, Ноглики, Сахалинская область) — российский государственный деятель. полномочный представитель президента Российской Федерации в Совете Федерации (1999—2004), первый атаман Войскового казачьего общества «Всевеликое войско Донское» (1997—1999).

## Образование
1975 год — окончил Ростовский институт сельскохозяйственного машиностроения по специальности «инженер-литейщик».

## Биография
1969—1975 — слесарь Волгодонского химического комбината.
1975—1983 — мастер, старший мастер, начальник цеха литья, главный металлург ПО «Пишмаш» (Кировоград).
1983—1986 — начальник ПДО Волгодонского завода радиотехнической аппаратуры.
1987—1990 — заместитель директора по производству и сбыту, секретарь парткома Волгодонского опытно-экспериментального завода.
1990—1991 — заместитель председателя исполкома Волгодонского городского Совета народных депутатов (курировал вопросы экономики).
1991—1996 — глава администрации города Волгодонска Ростовской области.
В 1993 году баллотировался на выборах в Государственную Думу от партии «Выбор России», но избран не был.
1996—1999 — советник губернатора, заместитель губернатора Ростовской области по вопросам казачества и экологии.
1997—1999 — войсковой атаман Войскового казачьего общества «Всевеликое войско Донское».
1999—2004 — полномочный представитель Президента Российской Федерации в Совете Федерации Федерального Собрания Российской Федерации.
С 2004 года — помощник полномочного представителя Президента Российской Федерации в Центральном федеральном округе.

## Награды
- Орден Дружбы (6 февраля 2002 года) — за большой вклад в укрепление дружбы и сотрудничества между народами и многолетнюю добросовестную работу[3];
- Медаль Анатолия Кони (Министерство юстиции Российской Федерации);
- Орден святого благоверного князя Даниила Московского III степени (РПЦ);
- Орден «За Веру, Дон и Отечество» I степени (ВКО «Всевеликое войско Донское», 30 октября 1999)[4];
- Знак отличия «За вклад в развитие города Волгодонска» (Волгодонск, 30 июля 2020) — за большой вклад в развитие города Волгодонска, обеспечение его благополучия и процветания[5];
- Юбилейная медаль «70 лет городу Волгодонску» (Волгодонск, 30 июля 2020)[6].

## Чины
- Действительный государственный советник Российской Федерации 1 класса (1999)[7];
- Казачий генерал (1999)[8].

## Критика
Пресса неоднократно обвиняла Вячеслава Хижнякова в поддержке связей с предпринимателем и главой преступной группировки «Олимп» Евгением Кудрявцевым. В частности, в 2004 году Хижнякова сняли с должности полномочного представителя Президента в Совете Федерации после того, как комиссия МВД РФ провела проверку в Волгодонске по факту массовых вымогательств у предпринимателей членами «Олимпа».

## Семья
Женат, имеет двух дочерей.